# Hollin’s Liebeleben

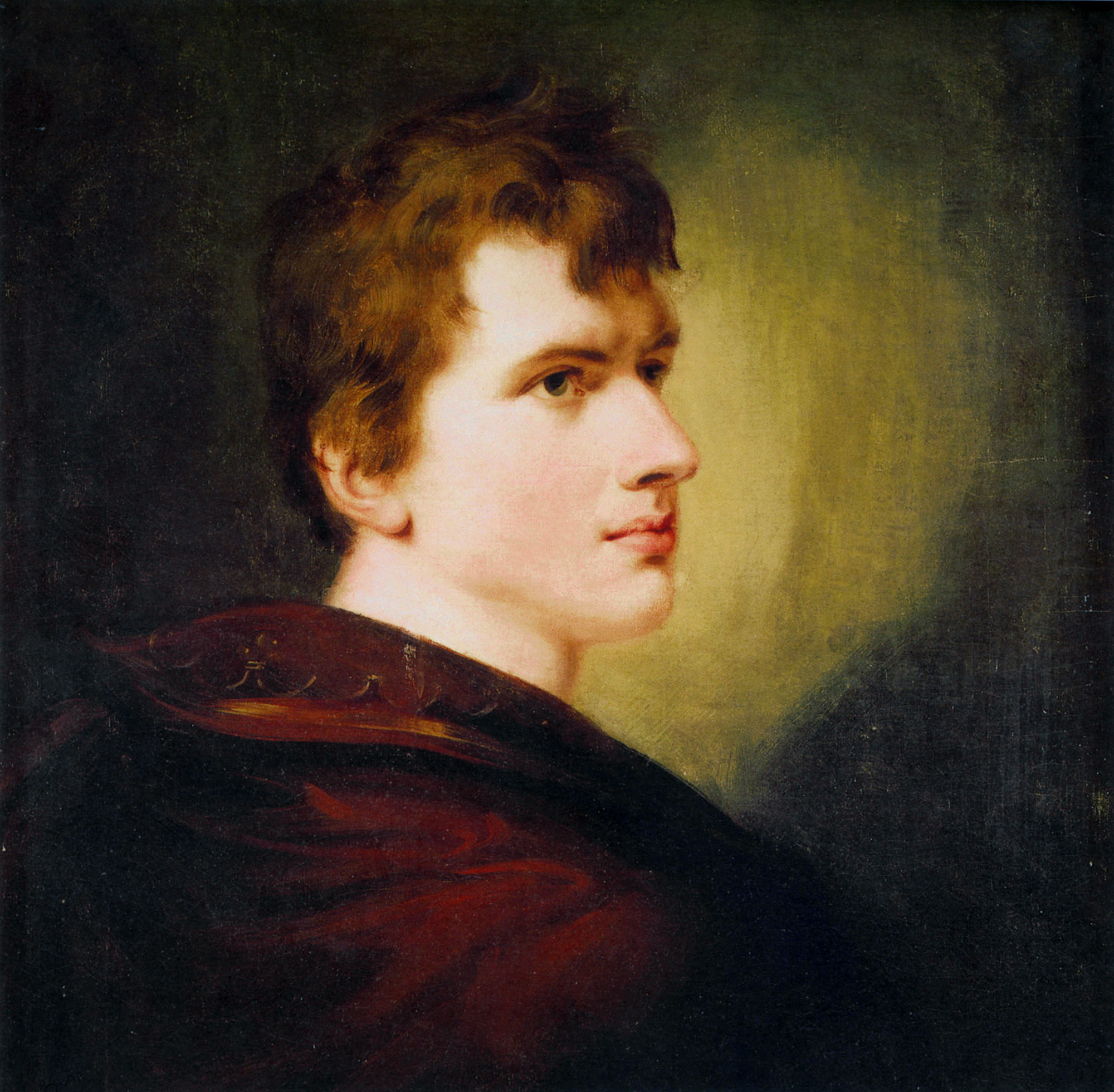
Achim von Arnim
(1781–1831)

Hollin’s Liebeleben ist der erste Roman von Achim von Arnim, der 1802 bei Heinrich Dieterich in Göttingen anonym erschien. Arnim, der im Sommer 1801 seine naturwissenschaftlichen Studien in Göttingen beendet hatte, schrieb den romantischen Entwicklungsroman in den darauf folgenden Ferienwochen auf dem Gut der Großeltern in Zernikow.
Hollins Liebe zu Maria scheitert an gesellschaftlicher Konvention.

## Form
Im Überschwang der Gefühle schreibt Hollin fünfzehn – teilweise ellenlange – Briefe, zumeist an seinen Freund Odoardo. Manche Schriftstücke aus Hollins Feder sind nicht an Odoardo gerichtet, sondern aus Hollins Schreibtasche beigefügt. Odoardo antwortet fünfmal und wendet sich auch noch eingangs an den Leser. Zuvor gibt Arnim seinen Namen zur Publikation der Briefe her. Schließlich fügt ein gewisser Frank einige Erläuterungen an den Herausgeber bei. Somit wird das kunterbunte Durcheinander der Briefe im Nachhinein ein wenig geordnet und vor allem durchschaubarer. Den Text rundet eine Beilage, wiederum aus Odoardos Papieren, ab. Darin wird an Horace Benedict von Saussure erinnert.

## Inhalt
An seinem Studienort N. wurde Hollin in eine heimlich-öffentliche Verbindung aufgenommen. Trotz Verbot schlägt man sich während der Waffenübungen. Lenardo wird getroffen. Hollin kümmert sich um den verwundeten Freund. Als Lenardo den Besuch seiner Schwester Maria ankündigt und vermutet, Hollin werde mit ihr „harmonieren“, ist es mit der Ruhe des Briefeschreibers Hollin vorbei. Er vernimmt dann Marias süße Stimme und wehrt sich gegen das neue Gefühl. Zur Abwechslung unternimmt Hollin eine Harzreise und kommt vom Regen in die Traufe. In Goslar, wo die Familie Lenardo abgestiegen ist, schläft er mit Maria unter einem Dach und konstatiert erstaunt „das wundervolle Treiben des Bluts in der Nähe der Geliebten“. Gemeinsam mit der Familie Lenardo macht sich Hollin auf die Reise durch den Harz. Ist ihm doch die Mutter für die Pflege ihres Sohnes dankbar. Auf dem Brocken sinkt Hollin vor Maria nieder. Im Angesicht der Morgenröte singt Maria auf dem Berge aus Haydns Schöpfung. Das Mädchen schenkt ihm sein Magelone-Exemplar. Von Blankenburg aus unternimmt dann das Paar einen Ausflug zur Roßtrappe. Die Familie, ermattet, bleibt derweil in Q. zurück. Von dem Fels steigt das Paar zur Bude. Inmitten „aller Wunder der Natur“ wird der „ewige Bund“ geschlossen. Hollin schwängert Maria. Nach dem Ausflug halten sich die Lenardos bei Verwandten auf. Das Paar wird für lange Zeit getrennt. Hollin will Maria, seine erste Liebe, heiraten. Also nimmt er Abschied von der Universität und will in der Hauptstadt B. – noch weiter entfernt von Maria – für seine Beförderung sorgen. Im Harz war Marias Vater streng und kalt aufgetreten. Hollin hatte während dieser Reise und auch später keine Werbung um Marie gewagt. Sogar ein Briefwechsel zwischen dem heimlichen Paar war nie möglich gewesen.
Hollin freundet sich in der großen Stadt mit einer Frau nach der anderen an. Die erste ist die Gräfin Irene, eine junge Witwe. Diese küsst ihre drei Kinder mitunter so sehr, dass sie schreien. Gegen die „heftigste Liebe“ der Gräfin hilft Hollins Gegenmittel, das sonst doch probate freundschaftliche Miteinander, nicht. Bei der nächsten Frau, das ist die Schauspielerin Hermine, wird Hollin seiner fernen Maria um ein Haar untreu. Der Weg zu Frau Poleni, einer politischen Schriftstellerin und deren jüngster Tochter Bettine, führt schließlich noch weiter von Maria fort. Hollin liebt jedoch Maria immer noch.
Marias Nichte Beate, die inzwischen ebenfalls in B. lebt, liebt Hollin insgeheim schon lange. Hollin hatte Beate früher einmal zurückgewiesen. Das verzeiht die Eifersüchtige nicht und berichtet der schwangeren Maria bei Gelegenheit haarklein über Irene, Hermine und die Polenis. Von Odoardo erfährt Hollin, Marias Vater habe die Geliebte dem Sohne eines Universitätsfreundes versprochen. Hollin aber tritt mit einer freudigen Nachricht vor Maria. Der Minister will ihn als Bergrat anstellen. Maria weist den Untreuen, den verräterischen Buhler, zurück. Hollin besinnt sich und meint, das über ihn und Irene, Hermine sowie Bettine könne Maria nur von Odoardo erfahren haben.
Wenig später kann Odoardo Maria glaubhaft versichern, dass Hollin sie immer noch liebt. Sprachlos sinkt Maria in Odoardos Arme. Hollin, der hinzukommt, sieht eine „sündige Umarmung“. Er sucht nicht das klärende Gespräch, sondern verfällt dem Wahnsinn. „Mit zerstörtem Blick“ streicht er durch Kirchen. Erkrankt und des Lebens müde war er schon seit längerer Zeit. Hollin bringt sich um. Im Sterben verzeiht er Maria und Odoardo – ein Missverständnis, denn es gibt nichts zu verzeihen. Maria stirbt mit ihrem Kind bei der frühzeitigen Geburt. Odoardo zieht sich in ein Kloster zurück.

## Zitate
- „Alles gelingt in der Liebe.“[7]
- „Man muß zum Leben den Tod kennen, zur Freundschaft Feind sein können.“[8]

## Selbstzeugnisse
- Brief vom 24. September 1801 an Stephan August Winkelmann: „Mein poetisches Gemächte ist ein Roman und zwar mit Tendenz.“[9]
- „An dem Roman habe ich Talent verwendet.“[10]
- Brief vom 18. November 1802 an Brentano: „Ich las meinen Hollin einigen gutmütigen Landfräuleins vor, die weinten dabei, und ich glaubte, es sei mir alles gelungen.“[11]

## Rezeption
- 1803 bezeichnet der Rezensent in der Zeitschrift „Neue Allgemeine Deutsche Bibliothek“ (Berlin)[12] den Erstling als „Machwerk“ und als „Hollin’s Jammerleben“.
- Werner Vordtriede tut den kleinen Roman als „wertherisierendes Werkchen“[13] ab.
- Paul Michael Lützeler[14] erkennt keine moralische Botschaft.
- Ausführlich untersucht Michael Andermatt[15] den Text. Zum Beispiel wird Hollins anfänglicher „geniehafter Enthusiasmus“ beleuchtet und den endlich nüchternen Briefen aus der Hauptstadt B. gegenübergestellt.[16] Oder auch: Die beigefügten Saussure-Erinnerungen seien ein Gegenentwurf zu Hollins Scheitern.[17]
- Lützeler[18] weist auf weiter führende Arbeiten hin: Helmut Fuhrmann (Diss. 1956 Köln), Jane Francis Pulis (Diss. 1968 Harvard), Heinz Härtl (1969), Gerhard Möllers (Diss. 1971 Hannover) und Lawrence O. Frye (Mesmerismus).

### Zitierte Textausgabe
- Achim von Arnim: Hollin’s Liebeleben. Roman. S. 9–99 in Paul Michael Lützeler (Hrsg.): Achim von Arnim. Hollin's Liebeleben. Gräfin Dolores. Bd. 1 in: Roswitha Burwick (Hrsg.), Jürgen Knaack (Hrsg.), Paul Michael Lützeler (Hrsg.), Renate Moering (Hrsg.), Ulfert Ricklefs (Hrsg.), Hermann F. Weiss (Hrsg.): Achim von Arnim. Werke in sechs Bänden. 825 Seiten. Deutscher Klassiker Verlag, Frankfurt am Main 1989 (1. Aufl.), ISBN 3-618-60010-0